# Bathyotica
Bathyotica – klad archozaurów z grupy Crurotarsi. Obejmuje nadrząd krokodylomorfów i jego grupę siostrzaną Erpetosuchus, niewielkiego triasowego przedstawiciela Suchia. Nazwę Bathyotica ukuto w 2002 w badaniu filogenetycznym tyczącym tego właśnie Erpetosuchus. Rodzaj uznano za blisko spokrewniony z krokodylomorfami i by zawrzeć je razem, stworzono takson Bathyotica.
Bathyotica mają kilka apomorfii, cech odróżniających je od bardziej bazalnych Crurotarsi. Zwraca uwagę opadająca ku przodowi kość kwadratowa i kwadratowo-jarzmowa na tyle czaszki. Tworzą one przestrzeń leżącą za dolnym dołem skroniowym, zagłębieniem na boku czaszki za oczodołami. Przedstawiciele Bathyotica nie mają także kości postfrontal.
W 2012 dokonano powtórnego opisu rodzaju Parringtonia. Uznano go za bliżej spokrewnionego z Erpetosuchus. Połączono te dwa rodzaje w rodzinę Erpetosuchidae. Analiza filogenetyczna prezentowana w tej samej publikacji pokazała politomię Erpetosuchidae z dwiema głównymi liniami archozaurów: Pseudosuchia i Avemetatarsalia. Jest to pozycja daleka od Crocodylomorpha. Jednakże nie ma co niej pewności i właściwe miejsce Erpetosuchus na drzewie filogenetycznym pozostaje niejasne, ponieważ miał on wiele autapomorfii lub unikalnych cech niespotykanych u innych archozaurów. Niemniej siostrzane pokrewieństwo pomiędzy Erpetosuchidae i Crocodylomorpha wymaga dodatkowych 13 kroków w tej analizie, co czyni je mało prawdopodobnym. Nawet gdyby Erpetosuchus granti był używany jako jedyny reprezentant Erpetosuchidae, byłby grupą siostrzaną taksonu aetozaury + Revueltosaurus, u podstawy Suchia.